# Rotting Out
Rotting Out sind eine 2007 gegründete Hardcore-Band aus San Pedro, Los Angeles, Kalifornien, Vereinigte Staaten.

## Geschichte
Die 2007 in San Pedro, einem Ortsteil von Los Angeles, gegründete Gruppe besteht aus Sänger Walter Delgado, den beiden Gitarristen Carlos Morales und Alfredo Dario Pedrozo, sowie aus Bassist Benjamin Ruiz und Schlagzeuger Jorge Cabrera.
Noch im Gründungsjahr erschien eine Demo-Veröffentlichung unter dem Titel This Is Just a Life, welche ein Jahr später als EP erneut aufgelegt wurde. Im Jahr 2009 folgte mit Vandalized eine weitere EP. 2011 wurde schließlich mit Street Prowl das Debütalbum auf dem Markt gebracht. Es erschien über 6131 Records. 2013 folgte die Produktion und Veröffentlichung des zweiten Albums, das The Wrong Way heißt. Auch dieses wurde über 6131 Records in Erstauflage veröffentlicht. Am 3. Oktober 2013 wurde bekannt, dass die Gruppe bei Pure Noise Records unterschrieben habe und ihr zweites Album erneut aufgelegt würde. Die Alben werden in Südamerika über Seven Eight Life Recordings vertrieben. Für das Jahr 2014 ist das dritte Studioalbum angesetzt.
Rotting Out tourte bereits mehrfach durch die Vereinigten Staaten. Im Mai 2013 sollte eine US-Konzertreise als Vorband für Expire und Your Demise stattfinden, welche jedoch abgesagt wurde. Rotting Out war Vorband für Stray from the Path, Stick to Your Guns und The Ghost Inside auf der Get What You Give US Tour, die zwischen dem 7. März und 7. April 2013 stattfand. Zwischen dem 11. und 26. Oktober 2013 folgte die erste Europatournee, welche durch das Vereinigte Königreich, Deutschland, Italien, Frankreich, Belgien und die Niederlande führte. Vom Mai bis Juli 2014 gibt die Band vereinzelt Shows in Europa, darunter war ein Auftritt am 3. Mai auf dem Groezrock in Meerhout, welches zugleich der erste Festivalauftritt der Band überhaupt darstellte. Bei weiteren Shows wird die Band unter anderem von Being as an Ocean, Hundredth, Letlive, Memphis May Fire (nur Summerblast Festival) und Stick to Your Guns unterstützt.
Am 10. März 2015 wurde mit Reckoning eine EP über Pure Noise Records veröffentlicht. Zwei Wochen später gab die Gruppe überraschend die Auflösung bekannt.
2018 fand sich die Band wieder zusammen und kündigte ein neues Release über Pure Noise Records an. Das erste Konzert nach der Auflösung fand am 11. Januar 2019 statt, einen Tag nach der Veröffentlichung der neuen Single "Reaper".

## Diskographie

### Demos/EPs
- 2007: This Is Just a Life (Demo, 2008 als EP neu aufgelegt)
- 2009: Vandalized (6131 Records)
- 2015: Reckoning (Pure Noise)

### Alben
- 2011: Street Prowl (6131 Records)
- 2013: The Wrong Way (6131 Records, unter Pure Noise neu aufgelegt)
- 2020: Ronin